# Homonuklear
Homonukleare molekyler indeholder kun ét grundstof, dog indeholder molekylet flere atomer. Mange af molekylerne i vores atmosfære er homonukleare, molekyler som brint (H2), ilt (O2), kvælstof (N2) og ozon (O3) er homonukleare. Homonukleare molekyler inddeles i kategorier efter antallet af atomer i molekylet: Diatomiske homonukleare molekyler består af 2 atomer, triatomiske homonukleare molekyler består af 3 atomer, og tetratomiske homonukleare molekyler består af 4 atomer, såsom gul arsen eller hvidt fosfor.
En allotrop er i en forstand alle homonukleare molekyler. Mange grundstoffer har flere allotropiske former. I hverdagen ser vi allotroper som diamant og grafit, der begge består af kulstof.